# Shaman King: Power of Spirit
Shaman King: Power of Spirit è il secondo videogioco ispirato all'anime Shaman King pubblicato per PlayStation 2, dopo Shaman King: Funbari Spirits che era uscito esclusivamente in Giappone, mentre questo titolo è stato reso disponibile esclusivamente negli Stati Uniti e in Europa. Shaman King: Power of Spirit è un picchiaduro con alcuni elementi tipici degli action RPG.

## Trama
Shaman King: Power of Spirit è ambientato quando ha inizio lo Shaman Fight. I primi capitoli sono per lo più incentrati sugli episodi che hanno avuto luogo nell'anime del 2001, ma con alcune differenze. Tra queste vi è l'introduzione di un nuovo gruppo di antagonisti, i Force Millennium, la cui missione è trovare il ricettacolo e acquisire quanto più furyoku possibile per compiere il loro piano malvagio. Quest'ultimi inoltre hanno gli occhi puntati su Meril Inugami, un altro personaggio originale del gioco che entra a far parte della squadra di Yoh durante le loro avventure. Nel corso della storia, Yoh e la sua squadra devono impedire ai Force Millennium di risvegliare un male antico quanto il tempo stesso, ma attraverso questa nuova avventura dovranno affrontare ostacoli e prove per renderli più forti e potenti che mai, al fine di salvare la loro amica Meril dalle grinfie del Capitano Vineuvall e dei Cinque Saggi (Five Sages).

## Modalità di gioco
Il gameplay è un ibrido tra un picchiaduro a incontri e uno strategico a turni. In battaglia, gli elementi strategici sono presenti quando il giocatore deve spostarsi su un grande tabellone in una determinata posizione. Quando il giocatore si trova di fronte a un nemico specifico del campo di gioco, può iniziare un attacco contro quest'ultimo. Questo porta il gioco a spostarsi sul lato picchiaduro in cui il giocatore e il suo avversario combattono l'uno contro l'altro per ottenere la vittoria. Prima di ogni fase vengono mostrati dei filmati che vedranno i personaggi dialogare fra di loro a seconda della situazione che stanno vivendo. La maggior parte dei filmati d'intermezzo fa uso delle illustrazioni dei personaggi e delle rispettive caselle di testo in stile visual novel, ma in alcuni casi viene anche fatto uso di modelli 3D con le relative voci fuori campo. In alcuni punti, il giocatore sarà tenuto ad affrontare lo spirito di uno specifico sciamano piuttosto che il personaggio umano.

## Personaggi
- Yoh Asakura
- Tao Len (Ren) (solo in modalità VS)
- Trey Racer (Horo Horo) (solo in modalità VS)
- Lyserg (solo in modalità VS)
- Silva (solo in modalità VS)
- Zeke (Hao) (solo in modalità VS)
- Capitano Vineuvall/Heckel/Ruby/Zerumo/Zaua (solo in modalità VS)
- Rio (Ryu) (solo in modalità VS)
- Faust VIII (solo in modalità VS)
- Kanna/Matilda/Marion (solo in modalità VS)
- Meril/Meril mascherata (solo in modalità VS)

## Accoglienza
| Testata                            | Giudizio |
| ---------------------------------- | -------- |
| Metacritic (media al 2022-07-07)   | 54/100   |
| GameRankings (media al 2019-12-05) | 56.21%   |
| IGN                                | 5/10     |
| GameSpot                           | 5.6/10   |
| GameSpy                            | 3.5/5    |
| OPM (USA)                          | 50/100   |
| PSM (UK)                           | 40/100   |
| Game Informer                      | 65/100   |
| Play                               | 62/100   |
| eToychest                          | 55/100   |
| Jeuxvideo.com                      | 10/20    |
| SpazioGames.it                     | 5.5/10   |
| GameStorm.it                       | 4.8/10   |

Ivan Sulic di IGN ritenne la trama sciocca e piena di dialoghi inutili. Concluse ritenendo che il gioco era un'esperienza del tutto inadeguata che non offriva un gameplay reale, dato che si basava principalmente sul far spostare il personaggio scelto più volte tra le caselle. Tim Tracy di GameSpot criticò le fasi picchiaduro del gioco per via delle poche combo presenti, il conseguente gameplay ripetitivo e le barre della salute troppo lunghe. Le arene degli scontri sono state giudicate come semplici, di forma quadrata e con pochi oggetti. Nonostante la maggiore profondità di alcune mosse speciali e la gamma di personaggi disponibili, Shaman King: Power of Spirit è stato considerato mediocre per via del sistema di combattimento semplice e ripetitivo e per i lunghi filmati costituiti da immagini statiche. David Chapman di GameSpy fu più positivo, sostenendo che nonostante i suoi difetti, Shaman King: Power of Spirit risultava comunque divertente da giocare. Il titolo infatti rimaneva fedele all'opera originale e fonde due stili di gioco distinti in un ibrido divertente. Chapman affermò che i fan della serie lo avrebbero apprezzato di sicuro. Secondo Official U.S. PlayStation Magazine non era un gioco orribile, ma superficiale e senza scopo. Per Official UK PlayStation 2 Magazine si trattava di un'interessante fusione di due tipi di gioco molto diversi ma messi insieme grossolanamente.
Game Informer affermò "l'umorismo e lo stile affascineranno molti, ma coloro che cercano un'esperienza hardcore in uno qualsiasi dei generi del gioco dovrebbero cercare altrove". Play ritenne che il titolo non era per tutti, ma i fan dovevano essere fuori di sé. David Tolin di eToychest reputò che nel gioco non vi era nulla di divertente o attraente. Il recensore poi si lamentò dell'assenza della modalità multigiocatore per le sezioni picchiaduro. Il sito web francese Jeuxvideo.com affermò che nonostante i buoni interventi nel merito e un inconfondibile rispetto per la serie da cui era tratto, il titolo di Konami mancava il mordente che gli avrebbe permesso di tirarlo fuori dalle acque oscure della corsa di fine anno. Noioso, abbastanza piatto e soprattutto non sapeva sfruttare i suoi spunti interessanti, non riuscendo ad entrare nel pantheon degli onesti adattamenti delle serie anime. Tuttavia, si lasciava seguire in modo quasi piacevole se si conosceva un po' la serie.
SpazioGames.it fece un confronto con Shaman King: Master of Spirits per GBA, ritenendo Power of Spirit un RPG strategico molto semplicistico e ripetitivo, che annoiava velocemente il giocatore presentandosi anche con una realizzazione tecnica mediocre e che non spiccava se non per la colonna sonora. In un'anteprima di Everyeye.it, Edy Martarelli affermò che sarebbe stato sicuramente apprezzato da tutti gli appassionati della serie e difficilmente gli utenti che non l'avevano mai sentita nominare si sarebbero accostati ad un titolo con queste caratteristiche. GameStorm.it trovò il tutto troppo semplicistico, sia i colpi che le combo erano scarse e simili tra i vari personaggi. Non erano presenti altre modalità di gioco oltre a quelle già accessibili e presentava una scarsa longevità. Furono considerati splendidi gli artwork dell'autore Hiroyuki Takei, le musiche carine, che riuscivano a ricreare bene le atmosfere manga e gli effetti sonori nella media.